# WASP-47
WASP-47 är en ensam stjärna belägen i den mellersta delen av stjärnbilden Vattumannen. Den har en skenbar magnitud av ca 12 och kräver ett teleskop för att kunna observeras. Baserat på parallax enligt Gaia Data Release 3 på ca 3,70 mas beräknas den befinna sig på ett avstånd av ca 881 ljusår (ca  270 parsec) från solen. Den rör sig närmare solen med en heliocentrisk radialhastighet av ca -27 km/s. Stjärnan ligger inom Kepler K2-kampanjfält 3.  

## Nomenklatur
Före upptäckten av dess planeter fick WASP-47 2MASS-beteckningen 2MASS J22044873-1201079. Den observerades också av Wide-field Infrared Survey Explorer och gavs beteckningen WISE J220448.74-120108.4. När den observerades av NASA:s K2-uppdrag fick den Ecliptic Plane Input Catalog-beteckningen EPIC 206103150, och fick senare namnet K2-23 efter upptäckten av planeterna d och e. 

## Observation
År 2012 tillkännagav ett team från SuperWASP-gruppen, ledd av Coel Hellier, upptäckten av en Het Jupiter-exoplanet, med beteckningen WASP-47b, som har en omloppsperiod av 4,17 dygn. Tre år senare 2015,  upptäckte Neveu-Van Malle et al. med hjälp av HARPS-spektrografen vid La Silla-observatoriet i Chile en andra planet, WASP-47c, som kretsar inom den beboeliga zonen av systemet. Med hjälp av data från NASA:s K2-uppdrag upptäckte en volontär från Planet Hunters flera planeter kring WASP-47 och efter att ha analyserat data publicerade forskarna (Becker et al. 2015) de två ytterligare transitplaneterna, Het Neptunus WASP-47d och superjord WASP-47e, WASP-7b.

## Egenskaper
WASP-47 är en gul till vit stjärna i huvudserien av  spektralklass G9 V Den har en massa av ca 1,1 solmassa, en radie av ca 1,2 solradie och utsänder energi från dess fotosfär motsvarande ca 1,2 gånger solen vid en effektiv temperatur av ca 5 600 K. 
Stjärnan är mycket metallrik, med en metallicitet ([Fe/H]) på cirka +0,36, eller ungefär dubbelt så mycket järn och andra grundämnen som är tyngre än väte och helium än solen. Detta skulle förklara hur två massiva gasjättar, såväl som en superjord, kunde bildas runt samma stjärna.

## Planetsystem
WASP-47 har ett mångsidigt och komplext system av fyra planeter. Tre av dem – e, b och d – passerar framför värdstjärnan, medan WASP-47c hittades med metoden för mätning av radiell hastighet. De tre första har mycket olika storlek, mellan 1,8 och 13 gånger jordens radie. De är också mycket mer massiva än jorden, med den minst massiva WASP-47e på 6,8 jordmassor. Båda gasjättarna är betydligt mer massiva än Jupiter, med 1,2 respektive 1,57 jupitermassa. I jämförelse är Jupiter cirka 318 jordmassor. Men på grund av observationseffekter från jordens turbulenta atmosfär har massvärdena för alla fyra planeterna relativt höga osäkerheter, där WASP-47c har den största osäkerheten. Trots det är kompositionen för planeterna väl avgränsad. WASP-47e har nästan inga flyktiga material (vatten, väte/helium), d har ett tunt gashölje och b och c är båda gasjättar som Jupiter och Saturnus.
Närvaron av två ganska små planeter, såväl som omloppskonfigurationen för de tre första planeterna, förväntas inte för Het Jupiter-system, eftersom en migrerande gasjätte tros sparka ut alla små inre planeter. För att systemet ska komma ut som det är nu måste de två gasjättarna troligen ha bildats innan planeterna e och d med lägre massa. Detta kallas tvåstegs planetbildning och antas ha hänt i solsystemet också. Det antas att WASP-47b skulle ha rört sig inåt och fört planetbildande material nära stjärnan. När det mesta av gasen försvinner, bildas de två gasfattiga planeterna i närheten av den stora Het Jupiter.
Planeterna e, b och d har mycket likartade banor, med omloppsperiod på 0,8, 4,2 respektive 9,1 dygn. Alla är mycket varma (≥1 000 K) och har mycket låg orbital excentricitet, till och med lägre än jordens. I skarp kontrast till de inre planeterna har c en excentrisk bana (e = 0,36) med omloppsperiod över 580 dygn inom den beboeliga zonen för dess värdstjärna. Den höga excentriciteten kan inte förklaras av den inåtgående migrationen av WASP-47b, och det finns inte någon sekundär stjärna som orsakar den. Den enda troliga återstående förklaringen är att en annan massiv planet, som antingen ligger längre ut i systemet eller kastades ut för miljarder år sedan, förändrade WASP-47c:s omloppsbana.
| Planet | Massa          | Halv storaxel (AE) | Siderisk omloppstid (d) | Excentricitet         | Inklination   | Radie            |
| ------ | -------------- | ------------------ | ----------------------- | --------------------- | ------------- | ---------------- |
| e      | 9,0 ± 0,5 M🜨   | 0,017              | 0,789592 ± 0,000011     | 0,03 +0,036−0,02      | 85,98 ± 0,75° | 1,810 ± 0,027 R🜨 |
| b      | 363,6 ± 7,3 M🜨 | 0,052              | 4,1591289 ± 0,0000042   | 0,0028 +0,0042−0,0020 | 88,98 ± 0,20° | 12,64 ± 0,15 R🜨  |
| d      | 15,5 ± 0,8 M🜨  | 0,087              | 9,03077 ± 0,00017       | 0,0060 +0,0098−0,0041 | 89,32 ± 0,23° | 3,576 ± 0,046 R🜨 |
| c      | 398,9 ± 9,1 M🜨 | 1,42               | 588,5 ± 2,4             | 0,296 ± 0,017         | -             | -                |